# 武城書院
武城書院（：／ Museong Seowon）位於韓國全北特別自治道井邑市，為一座朝鲜王朝時期（1392－1897年）建立的书院。武城書院創建於光海君七年（1615年），1968年12月，武城書院被列為韓國指定史蹟第166號；2019年，武城書院與其他八座書院以「韓國新儒學書院」名稱登錄，成為韓國第14個世界遗产。

## 簡介

### 沿革
武城書院的源起於新羅真聖女王時期，崔致遠擔任泰山郡守時，政績卓著受居民愛戴，為其建立生祠，此祠堂於高麗王朝時代後期毀壞。朝鮮成宗十四年（1483年），為紀念崔致遠的學識與對儒學的貢獻，於今日全北特別自治道井邑市七寶面重新設立祠堂「泰山祠」，以緬懷崔致遠。
崔致遠於新羅文聖王十八年（857年）出生於新羅京城慶州，景文王七年（868年）赴唐朝留學，至唐僖宗中和四年（884年）返回新羅。崔致遠在唐十六年間，於唐僖宗乾符元年（874年）進士及第，後任溧水（今江蘇南京市溧水區）縣尉、承務郞侍御史等，著有文學作品一萬餘篇。黃巢之亂期間，崔致遠擔任淮南節度使高駢之從事官，寫下著名的〈檄黃巢書〉。崔致遠返國後，在新羅王朝歷任侍讀兼翰林學士、守兵部侍郎、知瑞書監事、泰山郡守等。崔致遠於高麗顯宗十一年（1020年）封諡為文昌侯，被列為東國十八賢之一，得以入祀孔廟。
光海君七年（1615年）時，在泰山祠的基礎上設立書院，創建時的名稱為泰山書院（태산서원）。朝鮮肅宗二十二年（1696年）獲君王贈與「武城書院」匾額，成為「賜額書院」，名稱從泰山書院改為武城書院。朝鮮高宗八年（1871年），興宣大院君下達書院撤廢令時，朝鮮全境僅保留47座書院，武城書院為其中之一。
在朝鮮王朝（時稱大韓帝國）和大日本帝國簽訂乙巳條約的次年（1906年），崔益鉉和林炳瓚以武城書院為根據地，組建湖南義兵以對抗日本的侵略。

### 建築與文物
武城書院現存建築物有祠堂、弦歌樓、東·西齋、碑閣、明倫堂等，明倫堂於朝鮮純祖二十五年（1825年）因火災損壞，純祖二十八年（1828年）重建，祠堂於朝鮮憲宗十年（1844年）重修。武城書院的祠堂除了最初奉祀的崔致遠，陸續增加奉祀其他儒學家，包括丁克仁（1401－1481）、宋世琳（송세림，1479－？）、申潛（신잠，1491－1554）、金若默（김약묵，1500－1558）、金灌（김관，1575－1635），以及鄭彦忠（정언충，1706－1772）等六人。武城書院內保存著朝鮮成宗十七年（1486年）以後的奉審案、講案、尋院錄、院規等書院資料，於1968年12月列為韓國指定史蹟第166號，受到國家保護。

## 世界遺產登錄
2019年6月至7月，第43屆世界遺產委員會會議於亞塞拜然首都巴庫召開，「韓國新儒學書院」項目經大會通過登錄為世界遺產，武城書院於名單之中，編號為1498-008號。韓國的書院多為16至17世紀設立，負責講授性理學的教育設施。由於书院將韓國性理學相關文化與傳統妥善保存至今，符合世界遺產「具傑出普世價值」的條件，因而被選入世界遺產名錄。
该世界遗产被认为满足世界遺產登錄基準中的以下基準而予以登錄：
- （iii）呈现有关现存或者已经消失的文化传统、文明的独特或稀有之证据。[8]

| 世界遺產編號 | 名稱     | 所在地                     | 保護範圍 | 緩衝範圍  |
| ------------ | -------- | -------------------------- | -------- | --------- |
| 1498-008     | 武城書院 | 35°36'6.59"N 126°59'1.43"E | 0.84公頃 | 54.96公頃 |